# سامسونگ الکترو-مکانیکس
سامسونگ الکترو-مکانیکس (به کره‌ای: 삼성전기) شرکت قطعات الکترونیکی کره‌ای است، که در زمینه تولید تجهیزات الکترونیکی، نیم‌رساناها، فیبر مدار چاپی، منابع تغذیه و تجهیزات مخابراتی فعالیت می‌کند. 
شرکت سامسونگ الکترو-مکانیکس در سال ۱۹۷۳ از مشارکت شرکت‌های سامسونگ و سانیو، تحت نام سامسونگ-سانیو تأسیس شد و هم‌اکنون دارای ۹ کارخانه تولیدی در کشورهای چین (۲ کارخانه)، فیلیپین، کره جنوبی (۴ کارخانه)، تایلند و مجارستان می‌باشد.
دفتر مرکزی این شرکت در شهر سوون، گیونگی-دو، کره جنوبی قرار دارد و بخشی از سهام آن در بازار بورس کره معامله می‌شود.